# Kolbeinsey
Kolbeinsey est un récif rocheux d'Islande situé dans la mer du Groenland et constituant le point le plus septentrional de ce pays. Depuis sa première observation au XVIIe siècle, sa superficie ne cesse de se réduire sous l'effet de l'érosion marine et l'île pourrait disparaître au cours de la première moitié du XXIe siècle,.

## Géographie

### Localisation
Kolbeinsey se situe à 105 kilomètres des côtes nord de l'Islande, dans le sud de la mer du Groenland qui appartient à l'océan Arctique. La terre la plus proche est l'île islandaise de Grímsey située à 74 kilomètres au sud-sud-est.

### Topographie
Kolbeinsey se présente sous la forme d'un récif rocheux de faible altitude et de petite superficie. Le 15 août 1985, un groupe débarque sur l'île. Ils montrent qu'elle mesure une quarantaine de mètres de diamètre, qu'une fracture orientée nord-nord-est - sud-sud-ouest la divise en deux, que la partie Ouest ne dépasse pas trois mètres et demi d'altitude tandis que la partie Est est plus abrupte, plus petite et culmine à cinq mètres d'altitude. L'aspect des roches est différent entre les deux parties : à l'est, le sol est constitué de gros blocs rocheux tandis qu'à l'ouest, la surface présente de petites crêtes en raison du caractère plus poreux de la roche.
Les fonds marins alentour sont relativement peu profonds avec une bathymétrie ne dépassant pas les cent mètres sur une assez grande distance, notamment en direction du nord et du sud selon l'orientation de la dorsale Kolbeinsey dont l'île constitue la seule partie émergée,. En direction du nord-ouest se trouve un récif submergé.

## Histoire

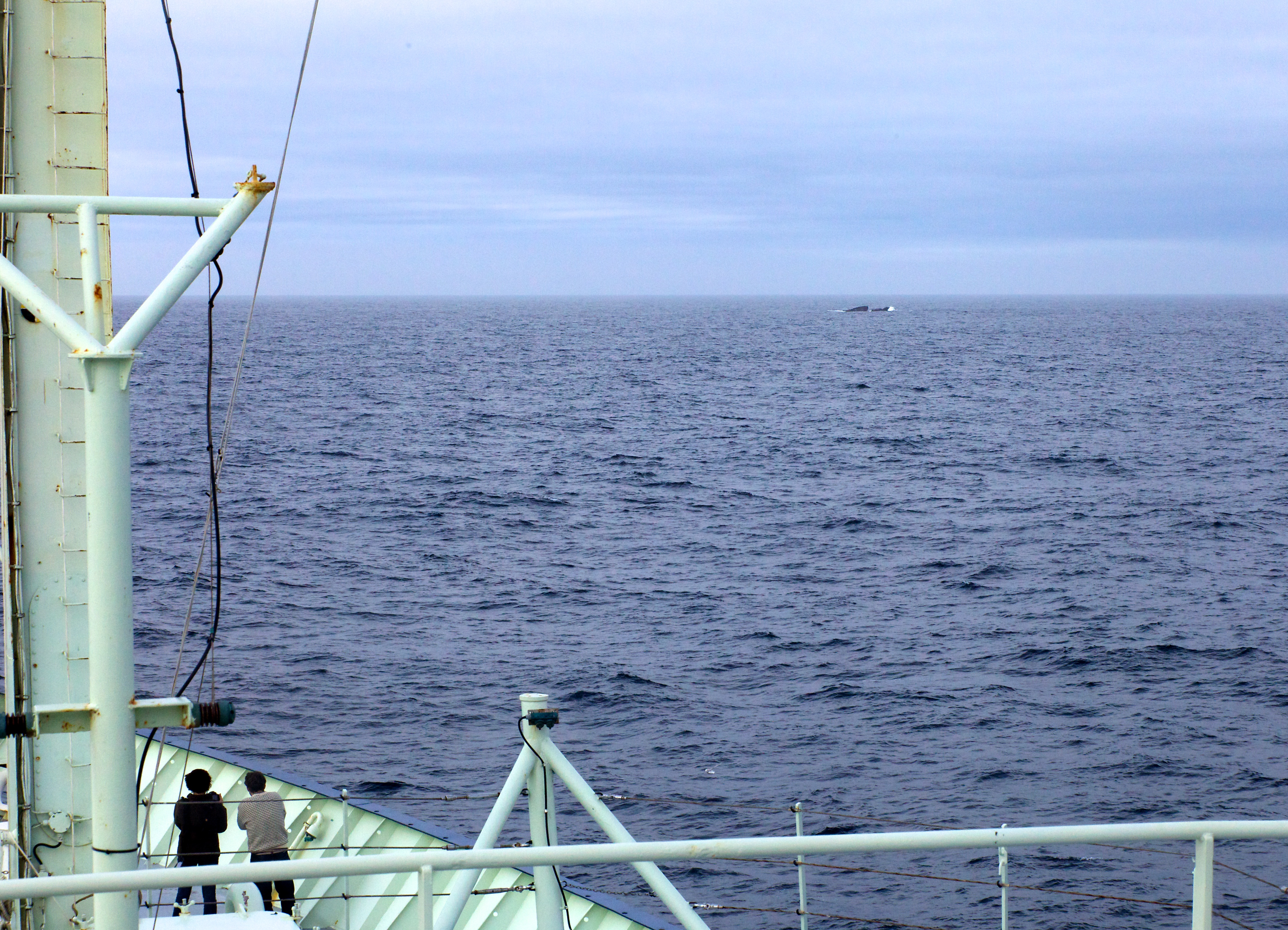
Kolbeinsey vue depuis le pont d'un bateau en septembre 2011.

L'île de Kolbeinsey constitue la seule partie émergée de la dorsale Kolbeinsey, un segment de la dorsale médio-Atlantique compris entre l'Islande au sud et l'île Jan Mayen au nord,. La partie immergée de l'île s'est probablement formée au cours de la dernière glaciation ou au début de l'Holocène. L'étude du soubassement rocheux de l'île montre que ce dernier présente les mêmes caractéristiques que les volcans en tuya, indiquant alors que l'île s'est formée au cours d'une éruption sous-marine ou sous-glaciaire.
La partie aérienne de l'île est quant à elle beaucoup plus récente et a été précédée de plusieurs îles qui ont été englouties par l'érosion. L'île aperçue en 1372 au cours d'une éruption volcanique dans le secteur faisait peut-être partie de celles-ci,. Une seule autre éruption a été observée dans le secteur de Kolbeinsey le 18 septembre 1755 mais deux autres qui seraient survenues en 1783 et en 1838 ont été invalidées par la suite. Les premiers hommes à débarquer sur l'île sont un groupe mené par l'évêque de Hólar Guðbrandur Þorláksson en 1580 ou 1616. La longueur mesurée de l'île est alors de 690 mètres et ils estiment sa largeur et sa hauteur à cent mètres mais cette dernière mesure semble être surévaluée. En 1643, Arngrímur Jónsson fait une description de Kolbeinsey dans son ouvrage Specimen Islandiæ historicum : il y décrit un récif rocheux totalement dépourvu de végétation mais néanmoins utilisé par les Néerlandais pour la chasse aux oiseaux de mer et aux phoques comme le mentionnent Olavius et Eggert Ólafsson. En 1821, une carte de l'île est établie mais sa véracité est sujette à caution ; elle montre néanmoins que l'île a le même aspect qu'à la fin du XXe siècle.
À partir de la seconde moitié du XIXe siècle et durant tout le XXe siècle, ce sont les rééditions d'un guide destiné aux chasseurs de baleine autour de l'Islande qui fourniront les indications les plus précises sur Kolbeinsey et notamment l'évolution de la superficie et des contours de l'île. L'édition la plus ancienne fait état d'un groupe d'îlots répartis sur 550 mètres de longueur. La surface de l'île ne cessera de se réduire au cours du temps avec 300 mètres de longueur et trente à soixante mètres de largeur au début du XXe siècle, soixante-dix mètres de longueur pour trente à soixante mètres de largeur et huit mètres d'altitude en 1933, 52 mètres de longueur pour 35,5 mètres de largeur et 7,5 mètres d'altitude en 1962 pour finalement mesurer une quarantaine de mètres de diamètre en 1985,.
Cette érosion est essentiellement provoquée par l'action des vagues qui brisent et éliminent des fragments rocheux, par l'action de la glace en hiver qui agrandit les fissures et par l'action du sel qui dégrade la roche. Si le rythme de l'érosion observé depuis des décennies se poursuit, l'île de Kolbeinsey pourrait disparaitre au début du XXIe siècle,.